# Emil Becks
Emil „Bubi“ Becks (* 12. März 1925; † 17. April 2014) war ein deutscher Fußballspieler. Als Spieler von Rot-Weiß Oberhausen erzielte er 1948/49 zehn Tore in 19 Einsätzen in der Oberliga West, ehe er in der Saison darauf als Torschützenkönig zu Bayer 04 Leverkusen wechselte. Für die Werkself war er nach seiner Karriere auch als Spiele(r)beobachter tätig.

## Karriere
Von Adler Frintrop, wo er nur kurzzeitig gespielt hatte, wechselte Emil Becks 1948 zu Rot-Weiß Oberhausen. In der höherklassigen Liga setzte er sich auf Anhieb durch und wurde Torschützenkönig in der Oberliga West. Anschließend lotste der ehemalige Oberhausener Trainer Karl Winkler „Bubi“ Becks zum Zweitligisten Bayer 04 Leverkusen, die in der Vorsaison noch in zwei entscheidenden Aufstiegsspielen zum einen gegen den 1. FC Köln und später gegen den FC Schalke 04 zwei Möglichkeiten zum Aufstieg in die Oberliga-West ausgelassen hatten. Becks entschied sich für den Wechsel nach Leverkusen, weil er dort als Vertragsfußballer gleichzeitig bei der Bayer AG als Angestellter Geld verdienen konnte. Dabei konnte er sich selbst aussuchen, in welchem Bereich des Werkes er arbeiten wollte.

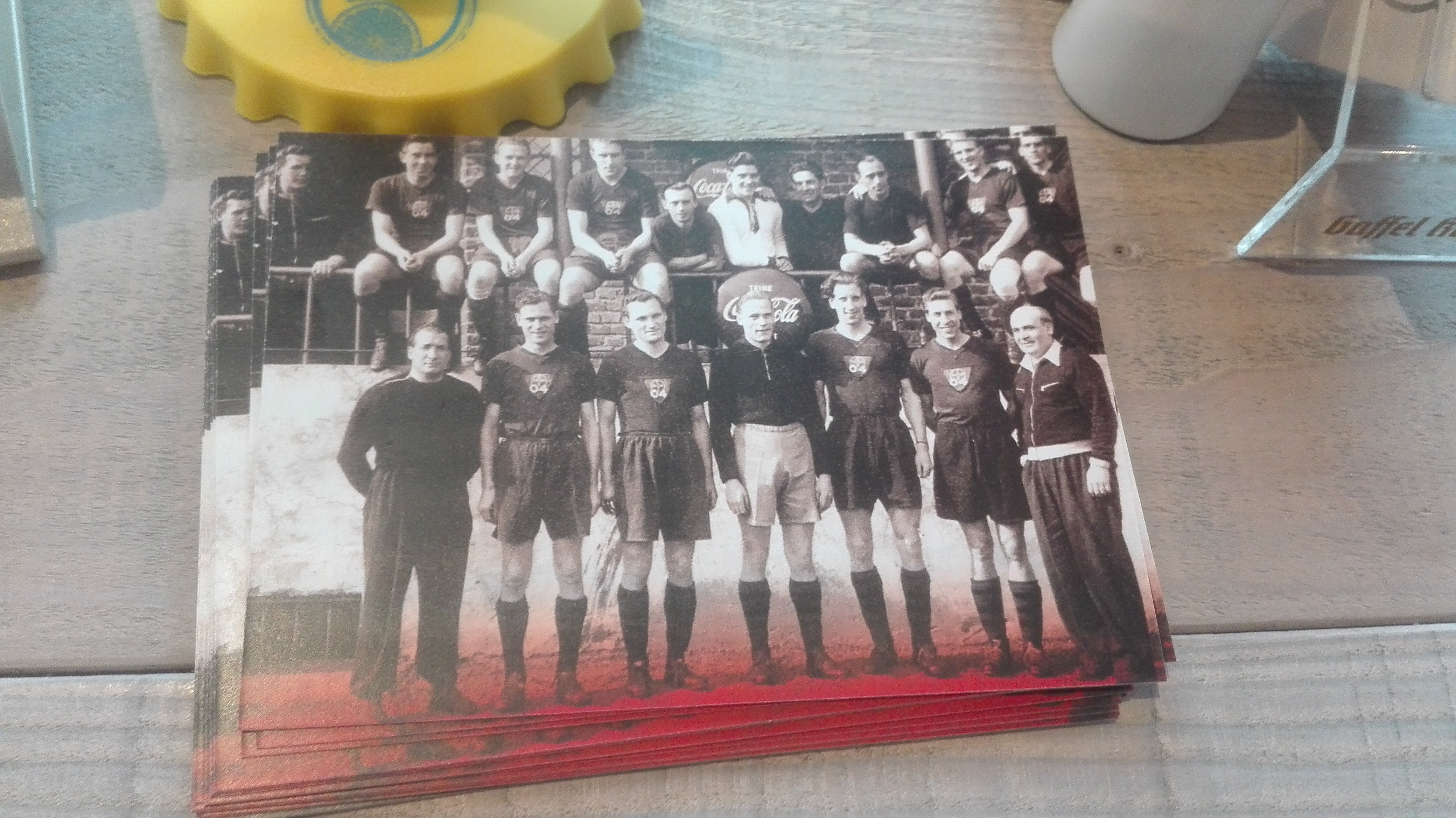
Die Aufstiegsmannschaft von 1951 (erste Reihe, zweiter von rechts: Emil Becks)

Mit Bayer stieg er 1951 in die Oberliga auf und somit in dem Jahr, in dem sein ehemaliger Verein RWO den Weg in die Zweitklassigkeit antreten musste.
In der ersten Saison in der Oberliga kassierte die Werkself in der Oberliga bis zum Auswärtsspiel beim FC Schalke 04 am 12. Spieltag keine Niederlage und beendete die Saison auf dem 6. Platz. Beim Saisonhöhepunkt, einem 2:0-Auswärtssieg gegen den Lokalrivalen 1. FC Köln, war Becks neben dem Kölner Langen, der ein Eigentor beisteuerte, für die Tore verantwortlich. Von 1951 bis 1956 absolvierte er für Leverkusen in der Oberliga West 94 Ligaspiele und erzielte dabei 22 Tore. Nach seiner Karriere war er noch jahrelang bei Bayer 04 als Spielerbeobachter aktiv.
Becks wohnte zuletzt in der Bayerkolonie in Köln-Flittard unweit des Leverkusener Bayerwerks. Am 17. April 2014 verstarb er im Alter von 89 Jahren in einem Krankenhaus. Anderthalb Wochen zuvor war er noch für seine 65-jährige Mitgliedschaft beim TSV Bayer 04 Leverkusen ausgezeichnet worden.